# Falla de Torrelodones
La falla de Torrelodones es una de las principales fallas de la sierra de Guadarrama, formación montañosa perteneciente al sistema Central. Se encuentra en la parte noroccidental de la comunidad autónoma española de Madrid y toma su nombre del pueblo homónimo, uno de los municipios que la falla atraviesa.

## Origen y geomorfología
Forma parte de una serie de fracturas surgidas durante la Orogenia Alpina, que dieron lugar al levantamiento de la sierra en distintos bloques y al hundimiento de la cuenca del río Tajo. 
El sistema de fallas en el que se encuadra la de Torrelodones sigue una dirección noroeste-sureste, separando las rocas plutónicas y metamórficas pertenecientes al zócalo hercínico del macizo montañoso de los materiales sendimentarios terciarios que rellenan la fosa del Tajo. 
Aunque el terreno tiene un sustrato pétreo de granito, un material de gran estabilidad, en ocasiones se producen pequeños movimientos sísmicos, debidos a la existencia de estas fallas, rupturas del bloque de granito a gran profundidad.
Como resultado de la desnivelación tectónica entre ambos dominios geológicos, el entorno de la Falla de Torrelodones queda constituido por materiales de transición. Los bloques de granito y gneis, característicos de la sierra de Guadarrama, aparecen recubiertos de una matriz de arena y arcilla, elementos dominantes en la depresión del Tajo.

## Entorno urbano
En el entorno de la falla de Torrelodones se concentran algunas edificaciones de interés histórico-artístico o turístico. Cabe citar, dentro del término municipal de Torrelodones, el palacete de la finca Panarras, levantado a principios del siglo XX como residencia del político Manuel García Prieto; las ruinas de la presa de El Gasco, obra de ingeniería hidráulica del siglo XVIII; y el Casino Gran Madrid, inaugurado en 1981. 
En el municipio de Las Rozas de Madrid, se conservan los restos del canal del Guadarrama, empezado a construir en el siglo XVIII.